# 地球最後の日 (曲)
「地球最後の日」（ちきゅうさいごのひ）は、1998年8月26日に発売された瀬川瑛子と古谷一行のデュエット・シングルである。

## 収録曲
1. 地球最後の日 (4分16秒)
  - 作詞：なかにし礼、作曲：小林亜星、編曲：川村栄二
2. 地球最後の日（カラオケ）
3. 地球最後の日（男声唄入カラオケ）
4. 地球最後の日（女声唄入カラオケ）